# Pichi Huinca
Pichi Huinca es una localidad del departamento Rancul, en la provincia de La Pampa, Argentina.

## Población
Contó con 228 habitantes (Indec, 2010), lo que representó un incremento del 3% frente a los 221 habitantes (Indec, 2001) del censo anterior.
El censo nacional 2022 arrojó 285 habitantes y 212 viviendas.
| Gráfica de evolución demográfica de Pichi Huinca entre 1991 y 2022 |
|                                                                    |
| Fuente: Censos nacionales del INDEC                                |

## Toponimia
Del mapudungun, Blanco Chico o cristiano chico.